# 조니 알리데
조니 알리데(Johnny Hallyday, 1943년 6월 15일 ~ 2017년 12월 6일) 또는 영어식 발음으로 조니 할리데이는 프랑스의 가수이자 배우이다. 1960년 17살의 나이로 데뷔하여 특히 프랑스에서 압도적인 인기를 얻은 국민가수였다. 흔히 "프랑스의 마지막 아이돌", "프랑스의 엘비스" 라고 불린다. 40여년 동안 1천곡이 넘는 명곡을 발표했고 누적 1억만장 이상의 음반을 판매했다. 1997년 자크 시라크 대통령 재임 시절 프랑스 문화에 대한 공헌을 인정받아 최고 영예인 레지옹 도뇌르 훈장을 받았다. 폐암으로 투병하던 중 2017년 12월 6일 별세했다.

## 같이 보기
- 도메니코 모두뇨
- 조르주 무스타키